# Христолюбово
Христолю́бово (рос. Христолюбово, башк. Христолюбово) — присілок у складі Благовіщенського району Башкортостану, Росія. Входить до складу Волковської сільської ради.
Населення — 6 осіб (2010; 4 в 2002).
Національний склад:
- росіяни — 100 %